# Nilobezzia manicata
Nilobezzia manicata är en tvåvingeart som beskrevs av Clastrier 1958. Nilobezzia manicata ingår i släktet Nilobezzia och familjen svidknott.
Artens utbredningsområde är Senegal. Inga underarter finns listade i Catalogue of Life.